# 奧克福雷斯特 (印地安納州)
奧克福雷斯特（英語：Oak Forest）是位於美國印地安納州富蘭克林縣的一個非建制地區。該地的面積和人口皆未知。